# Pery Souza
Pery Alberto Alves de Souza (Jaguarão, 13 de abril de 1953 – Porto Alegre, 2 de setembro de 2024) foi um cantor, violonista e compositor brasileiro.
Era primo de outros três músicos gaúchos: Vítor, Kleiton e Kledir Ramil.

## Trajetória

### Anos 70
Foi integrante do grupo Almôndegas, criado em Porto Alegre pelos primos de Pery, os irmãos Kleiton e Kledir Ramil nos violões, vozes e flautas, além de João Baptista Guimarães Carvalho (nascido em Porto Alegre, 1953), no baixo e vocais, e Eurico Guimarães de Castro Neves (o Quico, nascido em Pelotas, 1951).

### Anos 80
Pery Souza gravou seu primeiro álbum solo no estúdio Guerenguê, no Rio de Janeiro, e lançado pela Sigla/RBS.. Neste disco ele compôs músicas com Jerônimo Jardim, Luiz Coronel, Fogaça, Kledir Ramil, Raul Ellwanger e gravou junto com músicos como o acordeonista Luiz Carlos Borges, o flautista Pedrinho Figueiredo (que interpretou a música-homenagem a Carlinhos Hartlieb, Encontro das Águas), Marcos Ariel, Raul Mascarenhas no sax-soprano e flauta, Kleiton e Kledir Ramil nos vocais, João Baptista (no baixo) e Zé Flávio (guitarra)

### Premiações
A canção Pampa de Luz ganhou prêmio de segunda colocada no 3º Musicanto de Santa Rosa (RS), em 1985.

### Morte
O músico faleceu em 2 de setembro de 2024 aos 71 anos, ele estava internado em uma clínica em Porto Alegre em tratamento contra o Alzheimer.

## Discografia

### Com os Almôndegas
- Almôndegas (1975)
- Aqui (1975)

### Carreira solo[7]
- 1984 - Pery Souza
- 1996 - Milonga do Pendular Encontro

### Composições regravadas
- Pampa de Luz (Luiz de Miranda/Pery Souza) - Regravada por Kleiton e Kledir no disco homônimo de 1986, Gravadora Universal Music.[8]
- Pampa de Luz (Luiz de Miranda/Pery Souza) - Regravada por Victor Hugo.[9]

## Prêmios e indicações

### Prêmio Açorianos
| Ano  | Categoria  | Indicação  | Resultado |
| ---- | ---------- | ---------- | --------- |
| 1993 | Compositor | Pery Souza | Indicado  |